# Metabraxas rubrotincta
Metabraxas rubrotincta là một loài bướm đêm trong họ Geometridae.